# Calliandra fernandesii
Calliandra fernandesii är en ärtväxtart som beskrevs av Rupert Charles Barneby. Calliandra fernandesii ingår i släktet Calliandra och familjen ärtväxter. Inga underarter finns listade i Catalogue of Life.